# Драфт НБА 1982
Драфт НБА 1982 року відбувся 29 червня у Felt Forum в Медісон-сквер-гарден у Нью-Йорку.

## Драфт
| РЗ | Розігруючий захисник | АЗ | Атакувальний захисник | ЛФ | Легкий форвард | ВФ | Важкий форвард | C | Центровий |

| ^ | Позначає гравців, обраних у Баскетбольну залу слави Нейсміта                                                        |
| * | Позначає гравців, які взяли участь принаймні в одній грі матчу всіх зірок НБА і потрапили до Збірної всіх зірок НБА |
| + | Позначає гравців, які взяли участь принаймні в одній грі матчу всіх зірок НБА                                       |
| # | Позначає гравців, які жодного разу не грали в регулярному сезоні НБА або плей-оф                                    |

| Раунд | Вибір | Гравець            | Поз. | Громадянство | Команда НБА                                      | Коледж/Клуб                 |
| ----- | ----- | ------------------ | ---- | ------------ | ------------------------------------------------ | --------------------------- |
| 1     | 1     | Джеймс Ворті^      | ЛФ   | США          | Лос-Анджелес Лейкерс (від Клівленд)              | Північна Кароліна (Дж.)     |
| 1     | 2     | Террі Каммінгс*    | ВФ   | США          | Сан-Дієго Кліпперс                               | Де Пол (Дж.)                |
| 1     | 3     | Домінік Вілкінс^   | ЛФ   | США          | Юта Джаз                                         | Джорджия (Дж.)              |
| 1     | 4     | Білл Гарнетт       | ЛФ   | США          | Даллас Маверікс                                  | Вайомінг (Ср.)              |
| 1     | 5     | Ласалл Томпсон     | C/PF | США          | Канзас-Сіті Кінґс                                | Техас (Дж.)                 |
| 1     | 6     | Трент Такер        | АЗ   | США          | Нью-Йорк Нікс                                    | Міннесота (Ср.)             |
| 1     | 7     | Квінтін Дейлі      | АЗ   | США          | Чикаго Буллз                                     | San Francisco (Дж.)         |
| 1     | 8     | Кларк Келлог       | ВФ   | США          | Індіана Пейсерз                                  | Огайо Стейт (Дж.)           |
| 1     | 9     | Кліфф Левінгстон   | ВФ   | США          | Детройт Пістонс                                  | Вічита Стейт (Дж.)          |
| 1     | 10    | Кіт Едмонсон       | АЗ   | США          | Атланта Гокс                                     | Пердью (Ср.)                |
| 1     | 11    | Фет Лівер*         | РЗ   | США          | Портленд Трейл-Блейзерс                          | Аризона Стейт (Ср.)         |
| 1     | 12    | Джон Беглі         | РЗ   | США          | Клівленд Кавальєрс (від Вашингтон через Детройт) | Бостонський коледж (Дж.)    |
| 1     | 13    | Сліпі Флойд+       | АЗ   | США          | Нью-Дже́рсі Нетс                                  | Джорджтаун (Ср.)            |
| 1     | 14    | Лестер Коннер      | РЗ   | США          | Голден-Стейт Ворріорс                            | Орегон Стейт (Ср.)          |
| 1     | 15    | Девід Тердкілл     | ЛФ   | США          | Фінікс Санз (від Денвер)                         | Бредлі (Ср.)                |
| 1     | 16    | Террі Тігл         | АЗ   | США          | Х'юстон Рокетс                                   | Бейлор (Ср.)                |
| 1     | 17    | Брук Степп         | АЗ   | США          | Канзас-Сіті Кінґс (від Фінікс через Нью-Джерсі)  | Джорджия Тек (Ср.)          |
| 1     | 18    | Рікі Пірс+         | SF   | США          | Детройт Пістонс (від Сан-Антоніо через Портленд) | Райс Оулз (баскетбол) (Ср.) |
| 1     | 19    | Роб Вільямс        | РЗ   | США          | Денвер Наггетс (від Сіетл)                       | Х'юстон (Дж.)               |
| 1     | 20    | Пол Прессі         | ЛФ   | США          | Мілвокі Бакс                                     | Талса (Ср.)                 |
| 1     | 21    | Едді Філліпс       | ЛФ   | США          | Нью-Дже́рсі Нетс (від Los Angeles)                | Алабама (Ср.)               |
| 1     | 22    | Марк Макнамара     | C    | США          | Філадельфія Севенті-Сіксерс                      | Каліфорнія (Ср.)            |
| 1     | 23    | Даррен Тілліс      | C    | США          | Бостон Селтікс                                   | Клівленд Стейт (Ср.)        |
| 2     | 24    | Олівер Робінсон    | АЗ   | США          | Сан-Антоніо Сперс                                | УАБ (Ср.)                   |
| 2     | 25    | Браян Воррік       | АЗ   | США          | Вашингтон Буллетс                                | Сейнт Джозефс (Ср.)         |
| 2     | 26    | Рікі Фрейзієр#     | ЛФ   | США          | Чикаго Буллз                                     | Міссурі (Ср.)               |
| 2     | 27    | Фред Робертс       | ВФ   | США          | Мілвокі Бакс                                     | УБЯ (Ср.)                   |
| 2     | 28    | Дейв Маглі         | ВФ   | США          | Клівленд Кавальєрс                               | Канзас (Ср.)                |
| 2     | 29    | Скотт Гастінгс     | F/C  | США          | Нью-Йорк Нікс                                    | Арканзас (Ср.)              |
| 2     | 30    | Воллес Браянт      | C    | США          | Чикаго Буллз                                     | San Francisco (Ср.)         |
| 2     | 31    | Род Гіггінс        | F/C  | США          | Чикаго Буллз                                     | Фресно Стейт (Ср.)          |
| 2     | 32    | Річард Андерсон    | ВФ   | США          | Сан-Дієго Кліпперс                               | УК в Санта-Барбарі (Ср.)    |
| 2     | 33    | Лінтон Таунс       | ЛФ   | США          | Портленд Трейл-Блейзерс                          | Джеймс Медісон (Ср.)        |
| 2     | 34    | Вінс Тейлор        | ЛФ   | США          | Нью-Йорк Нікс                                    | Дьюк (Ср.)                  |
| 2     | 35    | Дерек Сміт         | АЗ   | США          | Голден-Стейт Ворріорс                            | Луїсвілл (Ср.)              |
| 2     | 36    | Джей Джей Андерсон | ЛФ   | США          | Філадельфія Севенті-Сіксерс                      | Бредлі (Ср.)                |
| 2     | 37    | Оді Норріс         | C    | США          | Портленд Трейл-Блейзерс                          | Джексон Стейт (Ср.)         |
| 2     | 38    | Вейн Сепплтон      | F    | США          | Голден-Стейт Ворріорс (проданий у Нью-Джерсі)    | Лойола (Ср.)                |
| 2     | 39    | Кевін Магі#        | ВФ   | США          | Фінікс Санз                                      | УК Ірвайн (Ср.)             |
| 2     | 40    | Гай Морган         | G    | США          | Індіана Пейсерз                                  | Вейк Форест (Ср.)           |
| 2     | 41    | Двайт Андерсон     | G    | США          | Вашингтон Буллетс                                | УПК (Ср.)                   |
| 2     | 42    | Джефф Тейлор       | АЗ   | США          | Х'юстон Рокетс                                   | Техас Тек (Ср.)             |
| 2     | 43    | Джозе Слотер       | АЗ   | США          | Індіана Пейсерз                                  | Портленд (Ср.)              |
| 2     | 44    | Майк Гібсон        | F    | США          | Вашингтон Буллетс                                | USC Upstate (Ср.)           |
| 2     | 45    | Расс Шене          | F/C  | США          | Філадельфія Севенті-Сіксерс                      | Чаттануга (Ср.)             |
| 2     | 46    | Тоні Гай#          | G    | США          | Бостон Селтікс                                   | Канзас (Ср.)                |

### Помітні гравці, вибрані після другого раунду
Цих гравців на драфті НБА 1982 вибрали після другого раунду, але вони зіграли в НБА принаймні одну гру.
| Раунд | Вибір | Гравець        | Поз.  | Громадянство | Команда НБА           | Коледж/Клуб            |
| ----- | ----- | -------------- | ----- | ------------ | --------------------- | ---------------------- |
| 3     | 47    | Майк Вілсон    | G     | США          | Клівленд Кавальєрс    | Маркетт (Sr.)          |
| 3     | 48    | Крег Годжес    | АЗ    | США          | Сан-Дієго Кліпперс    | Лонг-Біч Стейт (Sr.)   |
| 3     | 50    | Корні Томпсон  | PF    | США          | Даллас Маверікс       | Коннектикут (Sr.)      |
| 3     | 51    | Джим Джонстоун | PF/C  | США          | Канзас-Сіті Кінґс     | Вейк Форест (Sr.)      |
| 3     | 54    | Гатч Джоунс    | PG    | США          | Сан-Дієго Кліпперс    | Вандербілт (Sr.)       |
| 3     | 55    | Джеррі Івз     | PG    | США          | Юта Джаз              | Луїсвілл (Sr.)         |
| 3     | 56    | Джо Копіцкі    | PF    | США          | Атланта Гокс          | Детройт (Sr.)          |
| 3     | 60    | Кріс Енглер    | C     | США          | Голден-Стейт Ворріорс | Вайомінг (Sr.)         |
| 3     | 63    | Чак Невітт     | C     | США          | Х'юстон Рокетс        | НК Стейт (Sr.)         |
| 3     | 65    | Джон Грейг     | SF    | США          | Сіетл Суперсонікс     | Орегон (Sr.)           |
| 3     | 69    | Перрі Мосс     | PG    | США          | Бостон Селтікс        | Нортістерн (Sr.)       |
| 4     | 72    | Марк Ітон+     | C     | США          | Юта Джаз              | УКЛА (Sr.)             |
| 4     | 74    | Майк Сандерс   | SG    | США          | Канзас-Сіті Кінґс     | УКЛА (Sr.)             |
| 4     | 76    | Чак Алексінас  | C     | США          | Чикаго Буллз          | Коннектикут (Sr.)      |
| 4     | 78    | Вокер Расселл  | SG    | США          | Детройт Пістонс       | Західний Мічиган (Sr.) |
| 4     | 82    | Тоні Брауна    | SF/SG | США          | Нью-Дже́рсі Нетс       | Арканзас (Sr.)         |
| 4     | 86    | Рорі Вайт      | PF    | США          | Фінікс Санз           | Південна Алабама (Sr.) |
| 6     | 138   | Джон Швайтц    | SG    | США          | Бостон Селтікс        | Ричмонд (Sr.)          |
| 7     | 140   | Едді Г'юз      | PG    | США          | Сан-Дієго Кліпперс    | Колорадо Стейт (Sr.)   |
| 8     | 166   | Ед Нілі        | PF    | США          | Канзас-Сіті Кінґс     | Канзас Стейт (Sr.)     |
| 10    | 221   | Дейл Вілкінсон | F     | США          | Фінікс Санз           | Айдахо Стейт (Sr.)     |